# Who Made Who (VHS)
Pour les articles homonymes, voir Who Made Who (homonymie).
Pour plus de détails, voir Fiche technique et Distribution.
Who Made Who est une VHS du groupe de hard rock AC/DC sortie en 1986. Ce film est formé de 4 clips ainsi qu'une exécution en direct de For Those About to Rock (We Salute You) à Détroit en 1983. Ce film n'a jamais été réédité en DVD mais les 5 vidéos sont présentes sur le DVD Family Jewels, sorti en 2005.

## Titres
1. Who Made Who
2. You Shook Me All Night Long
3. Shake Your Foundations
4. Hells Bells
5. For Those About to Rock (We Salute You)

## Formation
- Brian Johnson : Chant
- Angus Young : Guitare solo
- Malcolm Young : Guitare rythmique
- Cliff Williams : Basse
- Simon Wright : Batterie (pour Who Made Who, Shake Your Foundations, For Those About To Rock (We Salute You) ainsi que sur le clip de You Shook Me All Night Long)
- Phil Rudd : Batterie (pour Hells Bells et l'enregistrement studio de You Shook Me All Night Long)